# Eupanacra elegantulus
Eupanacra elegantulus är en fjärilsart som beskrevs av Herrich-Schäffer 1856. Eupanacra elegantulus ingår i släktet Eupanacra och familjen svärmare. Inga underarter finns listade i Catalogue of Life.